# 1244

## Esdeveniments
- Jaume I i l'Infant Alfons de Castella signen el Tractat d'Almizra, on s'estipulen els límits entre el Regne de València i el Regne de Castella.
- Al sud del Regne de València, al-Azraq comença la primera revolta mudèjar.
- S'inicia la redacció del Llibre dels feits de Jaume I, la primera de les quatre grans Cròniques.
- Sevilla, amenaçada pels castellans i mancada de l'ajut almohade, va reconèixer la sobirania Abu-Zakariyyà Yahya I l'emir hàfsida de Tunis,[1] pocs anys abans de ser conquerida per Ferran III de Castella.
- Els cristians perden Jerusalem.
- Caiguda del Castell de Montsegur i crema a la foguera dels càtars que s'hi refugiaven (diumenge, 16 de març).[2]

- Primera menció escrita de Berlín.
- Xàtiva és ocupada pels cristians.